# Redhead (film)
Pour plus de détails, voir Fiche technique et Distribution.
Redhead est un film américain réalisé par Edward L. Cahn, sorti en 1941.

## Synopsis
Un jeune millionnaire à la vie dissolu épouse une jeune fille rousse à la réputation notoire en pensant que son père donnera 20 000 $ à sa femme pour divorcer de son fils, ce qui leur permettra ensuite de se partager l'argent. Au lieu de cela, le père conclut un accord avec la jeune épouse dans lequel elle restera non seulement mariée avec lui mais essaiera de le changer...

## Fiche technique
- Titre : Redhead
- Réalisation : Edward L. Cahn
- Scénario : Dorothy Davenport et Conrad Seiler d'après le roman de Vera Brown
- Photographie : André Barlatier et Benjamin H. Kline
- Montage : Carl Pierson
- Musique : Paul Sawtell
- Pays de production : États-Unis
- Format : Noir et blanc - 1,37:1
- Genre : comédie
- Date de sortie : 1941

## Distribution
- June Lang : Dale Carter
- Johnny Downs : Ted Brown
- Eric Blore : Digby
- Weldon Heyburn : Winston
- Herb Vigran (non crédité)